# Üzleti turizmus
Az üzleti turizmus a külországi piacok megnyílásának köszönhetően fellendülőben lévő idegenforgalmi ág. Az üzleti utak egy vállalat számára a dolgozók bérezése, a bérleti kiadások, és valószínűleg a számítástechnikára és kommunikációra költött összeg után a harmadik vagy a negyedik legnagyobb költséget jelentik. [forrás?]
Több légitársaság[forrás?]  prémium szolgáltatást nyújt a hosszú repülőutakon elsősorban a business class első- és másodosztályán utazók számára, mivel az elmúlt 15 évben egyre kifinomultabb igényei vannak az üzleti úton résztvevőknek.
A légitársaságok olyan eszközöket fejlesztenek ki, amelyek az üzleti útra indulók kényelmét szolgálják, többek között: versenyképes törzsutasprogramok, gyors és online utasfelvétel, széles sávú internethozzáférést biztosító várótermek. A szállodák sem maradnak le a fejlődésben. Rugalmas pontrendszerekkel, minden szobában használható széles sávú internet-hozzáféréssel, valamint gyors be- és kijelentkezés biztosításával szálltak be az üzleti úton lévőkért folyó versenybe.

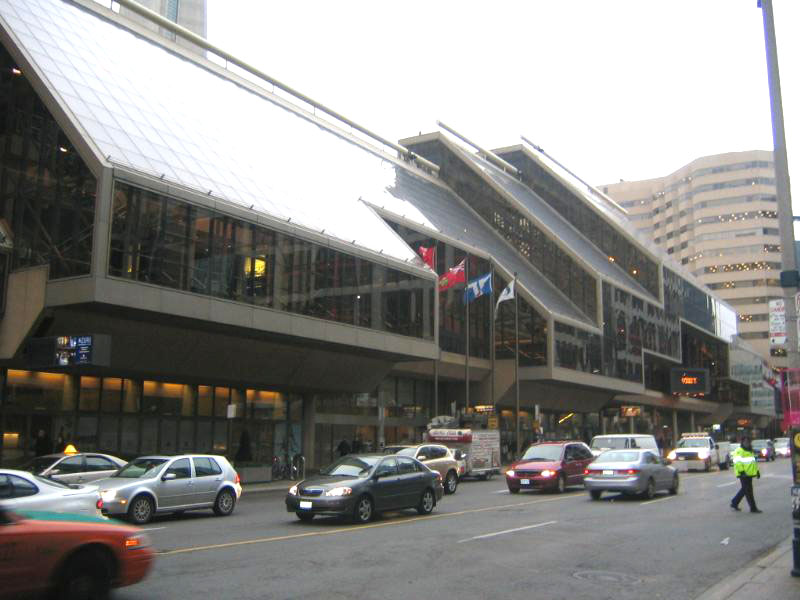
Metro Toronto Convention Centre, 2004

Míg a pihenni utazók 60%-a elsősorban interneten foglal magának szállást, az üzleti útra indulók, akiknek esetleg több célállomásuk is van, inkább egy tapasztalt utazási irodai dolgozót bíznak meg, hogy megtalálja a számukra legmegfelelőbb jegyárat, kevésbé bonyodalmas és előnyösebb légi és földi közlekedési lehetőségeket. Nagyon üzleti út forgalmat bonyolító cégek számára ezek az alkalmazottak “travel management” szerepkörben dolgoznak, sőt létrejöttek tanácsadással, utaskövetéssel, adat- és tárgyalási segédlettel foglalkozó utazásszervező cégek (Travel Management Companies).
Ennek a piacnak a legújabb igényeként üzembe helyezték a saját foglalási eszközöket (Self Booking Tools), amelyek a cég irányelvein belül lehetővé teszik, hogy a dolgozók maguk foglalják le az útjukat, így az üzleti turizmus környezeti hatásait is jobban figyelembe lehet venni.

## Gazdasági hatásai
- Az üzleti turizmus 2,4 millió munkahelyet hoz létre az USA-ban évente.
- A különböző értekezletek és egyéb események 1 millió embernek biztosítanak munkát.
- Az Egyesült Államok Utazási Szövetsége (U.S. Travel Association) becslése szerint 2008-ban 200 000-en vesztették el állásukat ebben a szektorban, 2009-ben ez a szám valószínűleg 247 000 lesz.
- Az üzleti turizmus 39 milliárd dollár adójövedelmet hoz szövetségi, állami és helyi szinten az USA-ban.
- A különböző értekezletek és egyéb események az utazással kapcsolatos költések mintegy 15%-át teszik ki.
- Az üzleti turizmus több, mint 200 szállodának és konferenciaközpontnak jelent megélhetést USA-szerte.
- A Meetings and Conventions (Értekezletek és konferenciák) magazin felmérésére adott válaszok 52%-a szerint az üzleti utakról szóló visszajelzés nagyon vagy jelentősen befolyásolta a cég helyszínválasztását.
- Egy nemrég végzett felmérés szerint az amerikaiak 87%-a gondolja úgy, hogy ha az embereket utazásra buzdítanák, az javítana az ország gazdasági térképén.
- Az értekezletekre és egyéb eseményekre utazók általában 1000 dollárt költenek utanként.
- Az értekezletek és események meghirdetésére felhasznált összeg bármely marketingcsatorna esetében rendkívüli módon megtérül – derül ki a Fortune felméréséből.

## Az üzleti turizmus legnagyobb költési kategóriái
- légi utazással kapcsolatos kiadások
- szálláskiadások
- élelmezési kiadások

## Formái
Az üzleti turizmus megjelenési formái: az értekezletek, jutalomutak, konferenciák, és kiállítások. A felsorolt események angol elnevezéséből (Meetings, Incentives, Conferences, and Exhibitions) adódik a MICE betűszó, amit korábban minden olyan típusú utazásra használtak, amelyen nagyobb utaslétszám jóelőre eltervezetten bizonyos céllal vesz részt. Újabban az említett turisztikai formát "értekezletszervezés" (Meetings Industry) néven emlegetik, hogy megkülönböztessék a tágabb értelemben vett üzleti turizmustól.

## A jutalomút
A MICE legtöbb eleme érthető, talán csak a jutalomutat kell jobban megmagyarázni. A jutalomút általában egy dolgozónak szánt ösztönző és elismerő ajándék, amelyet jól elvégzett munkájáért kap (adott célkitűzés teljesítéséért vagy felülmúlásáért). A MICE turizmus többi elemével ellentétben a jutalomút célja kizárólag a szórakozás és pihenés, munka- és tanulási célok nem jellemzik.

## Jellemzői
A MICE turizmus általában jóltervezett napirend köré szerveződik, amely egy bizonyos témát jár körül, ami lehet hobbi, munka vagy oktatási téma. Erre az idegenforgalomra jellemző a világkiállítások és speciális vásárok megrendezése. A MICE eseményeket erre szakosodott irodák szervezik. A szervezés és a marketing jóval a tervezett esemény előtt zajlik, gyakran több évvel korábban. Fontos az alapos tervezés és az igényes megrendelők minden kérésének kielégítése.

## Fordítás
- Ez a szócikk részben vagy egészben  a    Meetings, Incentives, Conferencing, Exhibitions  című angol Wikipédia-szócikk ezen változatának fordításán alapul.  Az eredeti cikk szerkesztőit annak laptörténete sorolja fel. Ez a jelzés csupán a megfogalmazás eredetét és a szerzői jogokat jelzi, nem szolgál a cikkben szereplő információk forrásmegjelöléseként.
- Ez a szócikk részben vagy egészben  a    Business travel  című angol Wikipédia-szócikk ezen változatának fordításán alapul.  Az eredeti cikk szerkesztőit annak laptörténete sorolja fel. Ez a jelzés csupán a megfogalmazás eredetét és a szerzői jogokat jelzi, nem szolgál a cikkben szereplő információk forrásmegjelöléseként.